# Рансе
Рансе́ (фр. Rancé) — коммуна во Франции, находится в регионе Рона — Альпы. Департамент — Эн. Входит в состав кантона Рерьё. Округ коммуны — Бурк-ан-Брес.
Код INSEE коммуны — 01318.

## География
Коммуна расположена приблизительно в 380 км к юго-востоку от Парижа, в 24 км севернее Лиона, в 39 км к юго-западу от Бурк-ан-Бреса.

## Климат
Климат полуконтинентальный с холодной зимой и тёплым летом. Дожди бывают нечасто, в основном летом.

## История
Первое упоминание деревни относится к X веку.

## Население
Население коммуны на 2010 год составляло 641 человек.
| 1962 | 1968 | 1975 | 1982 | 1990 | 1999 | 2010 |
| ---- | ---- | ---- | ---- | ---- | ---- | ---- |
| 192  | 190  | 204  | 323  | 410  | 498  | 641  |

## Администрация
| Период | Период | Фамилия        | Партия        | Примечания |
| ------ | ------ | -------------- | ------------- | ---------- |
| 1971   | 1983   | Роже Вилье     |               |            |
| 1983   | 1989   | Жорж Карронье  |               |            |
| 1989   | 1990   | Мюриэль Абдель |               |            |
| 1991   | 2001   | Эдит Патюрель  |               |            |
| 2001   | 2020   | Брижит Кулон   | Разные правые |            |

## Экономика
В 2010 году среди 426 человек трудоспособного возраста (15—64 лет) 333 были экономически активными, 93 — неактивными (показатель активности — 78,2 %, в 1999 году было 69,0 %). Из 333 активных жителей работали 322 человека (171 мужчина и 151 женщина), безработных было 11 (7 мужчин и 4 женщины). Среди 93 неактивных 40 человек были учениками или студентами, 37 — пенсионерами, 16 были неактивными по другим причинам.

## Фотогалерея
- Церковь Св. Петра
- Военный мемориал
- Карта коммуны